# Orthogeomys dariensis
Orthogeomys dariensis là một loài động vật có vú trong họ Chuột nang, bộ Gặm nhấm. Loài này được Goldman mô tả năm 1912.